# Dino Giarrusso
Dino Riccardo Maria Giarrusso (Catania, 11 settembre 1974) è un giornalista, personaggio televisivo e politico italiano.

## Biografia
Laureato nel 1997 in scienze della comunicazione all'Università degli Studi di Siena, ha lavorato come giornalista collaborando con La Repubblica, L'Unità e La Sicilia, nonché come autore televisivo per testate locali siciliane come Teletna e Antenna Sicilia. Inoltre ha girato vari spot televisivi e documentari, sempre relativi alla sua terra d'origine. Attualmente è Direttore editoriale del quotidiano L’identità, e  conduce il programma radiofonico “In Dino veritas” su Radio Cusano Campus.
Nel 1999 gira il cortometraggio La fine, interamente ambientato alla Festa de l'Unità di Modena. Il breve film viene notato da Ettore Scola che alcuni mesi dopo propone una collaborazione a Giarrusso, che si trasferisce a Roma ed inizia a lavorare stabilmente come aiuto regista di Ettore Scola, Marco Risi, Ricky Tognazzi, Alessandro Piva, Francesco Amato ed altri.
Giarrusso ha collaborato alla scrittura di diverse sceneggiature per cinema e TV, fra le quali Patria, Il padre e lo straniero che gli vale il premio quale miglior sceneggiatura al Festival del Cairo, e Youtopia che ha rivelato il talento di Matilda De Angelis. Ha scritto e diretto un episodio del film Feisbum, evento di apertura al MIFF 2009. Ha inoltre recitato in piccoli ruoli nelle fiction Il papa buono, Il commissario Manara, Provaci ancora prof, Boris Giuliano - Un poliziotto a Palermo, e nei film Mio cognato, Hope Lost, Concorrenza sleale, Sara May, Balletto di guerra. Fino al 2011 ha insegnato “Tecniche della produzione cinematografica e televisiva” all'università di Catania.
Dal 2014 al 2018 è stato un inviato per il programma televisivo Le Iene, in onda su Italia 1.
Dal 7 maggio 2025 diventa concorrente nella  diciannovesima edizione de L'isola dei famosi su Canale 5 condotta da Veronica Gentili.

## Attività politica

### Adesione al Movimento 5 Stelle
Alle elezioni politiche del 2018 viene candidato alla Camera dei deputati nel collegio uninominale Roma-Gianicolense per il Movimento 5 Stelle, ottenendo il 27,09% dei voti che non gli ha consentito di essere eletto. Da aprile a luglio dello stesso anno è stato quindi capo della comunicazione del gruppo consiliare del M5S nel consiglio regionale del Lazio. A giugno 2018 si è candidato come membro del consiglio di amministrazione della Rai, ma non venendo scelto per ricoprire l'incarico.
A luglio 2018 Lorenzo Fioramonti, allora viceministro al Ministero dell'istruzione, dell'università e della ricerca in quota M5S, nomina Giarrusso suo segretario particolare con il compito di coordinare la comunicazione del suo ufficio, curare le relazioni istituzionali e di aiutarlo anche ad evadere segnalazioni inerenti presunte irregolarità all'interno di concorsi universitari.
È dal 2025 direttore editoriale del quotidiano L'identità, e conduce su Radio Cusano Campus il programma radiofonico In Dino veritas.

### Elezione al Parlamento europeo
Alle elezioni europee del 2019 è eletto eurodeputato nella circoscrizione Italia insulare con 117.211 preferenze per il M5S. Il 19 dicembre 2019 viene votato sulla piattaforma Rousseau come "facilitatore" del team nazionale istruzione, ricerca e cultura dello stesso movimento politico.

### Abbandono del Movimento 5 Stelle
Il 25 maggio 2022 Giarrusso annuncia di lasciare il Movimento 5 Stelle, lamentando che quest'ultimo abbia perso i suoi valori e di essere diventato, a detta sua, lo zerbino del Partito Democratico, per fondare un nuovo partito. Il 27 giugno dello stesso anno, dopo aver raggiunto un'intesa con l'ex sindaco di Messina Cateno De Luca in vista delle elezioni regionali in Sicilia del 2022, viene scelto come segretario nazionale del nuovo partito Sud chiama Nord; si distanzia da De Luca e dal partito il 2 agosto dello stesso anno per divergenze di vedute. De Luca e Giarrusso hanno poi depositato due distinti simboli aventi la dicitura "Sud chiama Nord", tuttavia dopo l'esame ministeriale il simbolo di Giarrusso non è stato ammesso.
Il 28 gennaio 2023, durante la convention di due giorni tenuta da Stefano Bonaccini nell'ambito della sua candidatura a segretario del Partito Democratico, Giarrusso ha dichiarato di voler aderire al partito; la sua iscrizione, oltre ad aver creato malcontento all'interno del PD per gli attacchi frontali al PD, è stata però bloccata a causa della sua appartenenza a un gruppo parlamentare europeo diverso da quello del PD.

## Controversie
A novembre 2020 la trasmissione televisiva Report riporta finanziamenti elettorali ricevuti da Giarrusso nella campagna elettorale per le elezioni europee da persone vicine all'imprenditore Piero Di Lorenzo, che ammonta a 4.800 €. Per questa ragione sarebbe stato aperto un procedimento disciplinare da parte del collegio dei probiviri. Non è mai stato preso alcun provvedimento però nei suoi confronti.
Giarrusso si è sempre detto tranquillo, provando di aver rispettato in ogni dettaglio le regole e i principi del Movimento 5 Stelle e annunciando querele contro chiunque abbia associato il suo nome a non meglio precisati lobbisti.

## Filmografia parziale

### Regista
- La fine (1999)
- Feisbum - Il film, co-regia di Alessandro Capone, Laura Luchetti, Mauro Mancini, Serafino Murri, Giancarlo Rolandi e Emanuele Sana (2009)

### Sceneggiatore
- La fine (1999), regia di Dino Giarrusso (1999)
- Feisbum, co-regia di Alessandro Capone, Dino Giarrusso, Laura Luchetti, Mauro Mancini, Serafino Murri, Giancarlo Rolandi e Emanuele Sana (2009)
- Il padre e lo straniero, regia di Ricky Tognazzi (2010)
- Mia madre, regia di Ricky Tognazzi (2012)
- Patria, regia di Felice Farina (2014)
- Boris Giuliano - Un poliziotto a Palermo, regia di Ricky Tognazzi (2016)
- Youtopia, regia di Berardo Carboni (2018)

### Aiuto regista
- Concorrenza sleale, regia di Ettore Scola (2001)
- Il papa buono, regia di Ricky Tognazzi (2002)
- Mio cognato, regia di Alessandro Piva (2003)
- Balletto di guerra, regia di Mario Rellini (2004)
- Nel mio amore, regia di Susanna Tamaro (2005)
- Ricomincio da me, regia di Rossella Izzo (2006)
- Lo zio d'America 2, regia di Rossella Izzo (2007)
- Fortapàsc, regia di Marco Risi (2009)
- Piazza Giochi, regia di Marco Costa (2010)
- Mia madre, regia di Ricky Tognazzi (2011)
- Il generale dei briganti, regia di Paolo Poeti (2012)
- Cosimo e Nicole, regia di Francesco Amato (2013)
- Milionari, regia di Alessandro Piva (2014)